# Agreste de Madère
Pour les articles homonymes, voir Agreste (homonymie).
Hipparchia maderensis
Espèce
Synonymes
- Satyrus semele var. maderensis Bethune-Baker, 1891 [3]

Statut de conservation UICN

 LC  : Préoccupation mineure
L'Agreste de Madère (Hipparchia maderensis) est une espèce de papillons de la famille des Nymphalidae, de la sous-famille des Satyrinae et du genre Hipparchia.

## Systématique
L'espèce Hipparchia maderensis a été initialement créée en 1891 par George Thomas Bethune-Baker sous le protonyme de Satyrus semele var. maderensis.
Elle est désormais considérée comme une espèce distincte d’Hipparchia aristaeus, bien qu'elle fût un temps enregistrée sous le taxon Hipparchia aristaeus maderensis.

### Noms vernaculaires
L'Agreste de Madère se nomme Madeiran Grayling en anglais

## Description
L'Agreste  de Madère  est de couleur marron foncé avec chez le mâle quelques taches jaune orangé disposées en bande submarginale aux postérieures, présentes aussi aux antérieures chez la femelle, avec en bordure une frange entrecoupée et deux ocelles noirs aveugles ou pupillés de blanc aux antérieures et un très petit en position anale aux postérieures. 
Le revers des antérieures est jaune orangé pâle avec l'ocelle noir à l'apex alors que les postérieures sont entièrement marbrées de marron et de blanc avec une bande blanche.

## Biologie

### Période de vol et hivernation
L'Agreste de Madère vole en une génération de juillet à septembre.

### Plantes hôtes
Les plantes hôtes de sa chenille sont des Holcus et des Agrostis.

## Écologie et distribution
L'Agreste de Madère est présent uniquement dans l'ile de Madère,.

### Biotope
Il réside sur des pentes à faible végétation.

### Protection
Après avoir été déclaré vulnérable (VU) en 2000 il est déclaré LC en 2009.

## Publication originale
- (en) George T.Bethune-Baker, « Notes on the Lepidoptera collected in Madeira by the late T. Vernon Wollaston », Transactions of the Entomological Society of London, Londres, Royal Entomological Society et inconnu, vol. 1891,‎ 1891, p. 197-222 (ISSN 2053-2520 et 2056-810X, OCLC 2334186, lire en ligne).